# Шпиківська волость
Шпиківська волость — історична адміністративно-територіальна одиниця Брацлавського повіту Подільської губернії з центром у селі Шпиків.
Станом на 1885 рік складалася з 14 поселень, 11 сільських громад. Населення — 9596 осіб (4655 чоловічої статі та 4941 — жіночої), 1181 дворових господарств.
|                     | Площа, десятин | У тому числі орної, дес. |
| ------------------- | -------------- | ------------------------ |
| Сільських громад    | 8367           | 6584                     |
| Приватної власності | 8218           | 4303                     |
| Надільної власності | —              | —                        |
| Казенної власності  | 267            | 126                      |
| Іншої власності     | 475            | 271                      |
| Загалом             | 17327          | 11284                    |

Поселення волості:
- Шпиків — колишнє власницьке містечко за 30 верст від повітового міста, 1950 осіб, 394 дворових господарств, 2 православні церкви, 2 єврейських молитовних будинки, школа, лікарня, 5 постоялих дворів, 3 постоялих будинки, 10 лавок, цегельний і миловарний заводи, базари через 2 тижні. За 11 верст — бурякоцукровий завод з водяним млином.
- Велика Вулига — колишнє власницьке село при річці Удима, 837 осіб, 133 дворових господарства, православна церква, школа, постоялий будинок, водяний млин.
- Жабокрич — колишнє власницьке село, 650 осіб, 96 дворових господарств, православна церква, поштова станція, постоялий двір, постоялий будинок.
- Левківці — колишнє власницьке село, 1058 осіб, 177 дворових господарств, православна церква, школа, постоялий будинок.
- Лука Жабокрицька — колишнє власницьке село при річці Сільниця, 582 особи, 94 дворових господарства, православна церква, школа, постоялий будинок, водяний млин.
- Сільниця — колишнє власницьке село при річці Сільниця, 582 особи, 108 дворових господарств, православна церква, школа, постоялий будинок, водяний млин.
- Стояни — колишнє власницьке село, 628 осіб, 105 дворових господарств, православна церква, 2 постоялих будинки, водяний млин.
- Торків — колишнє власницьке село, 484 особи, 86 дворових господарств, православна церква, 2 постоялих будинки, кінний млин.